# 猪飼勝三郎
猪飼 勝三郎（いかい かつさぶろう）は、幕末の武士。一橋家家臣。徳川慶喜に小姓、側用人として仕えた。諱は正為。

## 略歴
猪飼家は代々徳川家直臣の家柄で、勝三郎は弘化3年11月（1846年12月）、一橋家付き小姓となり、翌弘化4年（1847年）、徳川慶喜が一橋家を相続するに及び、幕命により慶喜付きの小姓となった。安政4年（1857年）より蕃書調所（のちの開成所）にて蘭学を学んだ。
文久2年（1862年）将軍後見職に就任した慶喜は上京し、以後は京都を拠点に活動するが、猪飼もこれに従った。文久3年（1863年）より書院番頭、元治元年（1864年）より物頭奥兼勤となり、さらに槍剣隊・大砲隊長をも兼ねた。元治元年7月19日（1864年8月20日）の禁門の変では、慶喜の側近くで奮戦し、変後に褒賞として銀30枚を下された。また同年武田耕雲斎ら水戸藩天狗党の残党が西進したのを受け、勅命を受けた慶喜は12月に京都を出陣するが、猪飼はその中軍として飯田律郎とともに床几隊・大砲隊を率いた。
慶喜の将軍就任後は江戸へ戻り、一橋家附用人となった。
明治維新後も一橋家に残ったが、明治4年（1871年）、東京府の達しにより高知藩雇となり北海道へ赴任、殖産事業に従事した。翌明治5年（1872年）札幌にて開拓使建築御用掛となり各地へ転住し、明治6年（1873年）罷官となった。その後は箱館に居住した。維新後は正為を称した。
渋沢栄一が慶喜の伝記編纂のために慶喜本人も招いて主催した昔夢会にも名を連ねている。

## 逸話
- 安政江戸地震の際は新村猛雄（慶喜の側室新村信の養父）とともに寝ずの番だった。慶喜は地震発生後すぐさま将軍家定の安否を確認に向かったため、その迅速な行動に猪飼らは遅れることになったという。
- 慶喜と火の見櫓の階段を登っていた際、誤って後ろにいた慶喜の顔に足を当てて鼻血を出させてしまったことがあった。猪飼は恐れて後に自害しようとしたが、慶喜は「自分の不注意で手すりに顔をぶつけただけだ」と猪飼を咎め立てしなかった。また慶喜の髪上げをしていた際、誤って剃刀で慶喜の頭を切ってしまったことがあった。しかし慶喜はまた「自分が不注意で脇見をしたのが原因だ」と言って大事にしなかった。慶喜の側近たちは慶喜の寛大さに感じ入ったという[1]。
- 渋沢栄一が渋沢成一郎とともに一橋家に仕えることになった直後、資金不足で生活が窮乏していた。渋沢から無心された猪飼はこれを快諾し、その総額は25両にも及んだという[2]。渋沢はこのことを後年まで恩に感じていたようで、渋沢との交流は維新後も続いた[3]。

## 登場作品
- 青天を衝け（2021年、NHK大河ドラマ、演：遠山俊也）